# Liste der Monuments historiques in Trieux
Die Liste der Monuments historiques in Trieux führt die Monuments historiques in der französischen Gemeinde Trieux auf.

## Liste der Immobilien
| Bezeichnung         | Beschreibung            | Standort                 | Kennzeichnung | Schutzstatus | Datum | Bild |
| ------------------- | ----------------------- | ------------------------ | ------------- | ------------ | ----- | ---- |
| Scheune von Le Sart | Portal, bezeichnet 1601 | ödtlich des Ortes (Lage) | PA54000012    | Inscrit      | 1998  |      |

## Liste der Objekte
| Bezeichnung           | Beschreibung                                                                                    | Standort                       | Kennzeichnung | Schutzstatus | Datum | Bild |
| --------------------- | ----------------------------------------------------------------------------------------------- | ------------------------------ | ------------- | ------------ | ----- | ---- |
| Kruzifix              | Eichenholz, farbig gefasst und vergoldet, erste Hälfte des 16. Jahrhunderts                     | in der Kirche St-Martin (Lage) | PM54001921    | Inscrit      | 1996  |      |
| Retabel               | Nischenretabel: Stein, 1482 oder 1483; Skulpturen der vier Evangelisten: Stein, 17. Jahrhundert | in der Kirche St-Martin (Lage) | PM54000894    | Classé       | 1960  |      |
| Zwölf-Apostel-Retabel | Stein, 16. Jahrhundert                                                                          | in der Kirche St-Martin (Lage) | PM54000893    | Classé       | 1908  |      |